# 荒尾成昌
荒尾 成昌（あらお なりまさ）は、江戸時代中期の鳥取藩家老。米子荒尾家6代。

## 経歴
享保10年（1725年）、鳥取藩家老荒尾成庸の長男として生まれる。本家荒尾成昭の養子となり、延享元年（1744年）1月、藩主池田宗泰に初めて御目見する。延享4年（1747年）11月に成昭が死去し、寛延元年（1748年）1月20日に家督相続を認められ伯耆米子領主となるが、同年7月29日に死去した。享年23。家督は、実弟の成煕が急養子となって相続した。
先代成昭が江戸で没した際に、弘福寺に埋葬され、法名に殿号が加えられた。それを国元の荒尾家代々の菩提寺興禅寺に申し渡したところ、住職の柏仙和尚が承引せず確執を生じており、檀家を離れ、遺骸は米子了春寺に埋葬された。同年11月、荒尾家下屋敷の地に新しく顕功寺が建立され、代々の位牌を安置して、ことごとく殿号が加えられた。